# Karen Grassle
Karen Grassle est une actrice américaine née le 25 février 1942 à Berkeley en Californie. Elle est principalement connue pour son rôle de Caroline Ingalls dans la série La Petite Maison dans la prairie.

## Biographie
Karen Grassle a été mariée trois fois : son premier mari fut l'acteur Leon Russom ; en 1982, elle épousa J. Allen Radford, avec lequel elle adopta une fille, Lily. En 1991, elle épousa Scott T. Sutherland, dont elle divorça en 2000.

## Filmographie

### Cinéma
- 1981 : Harry's War (en) de Kieth Merrill : Kathy
- 1994 : Wyatt Earp de Lawrence Kasdan : Mme Sutherland
- 2012 : Tales of Everyday Magic de Michael A. Goorjian : tante Dorothy
- 2012 : My Greatest Teacher de Michael A. Goorjian : tante Dorothy
- 2017 : Lasso de Evan Cecil : Lillian

### Télévision

#### Téléfilms
- 1977 : Emily, Emily de Marc Daniels : Terry
- 1978 : The President's Mistress (en) de John Llewellyn Moxey : Donna Morton
- 1978 : Battered de Peter Werner : Susannah Hawks
- 1979 : Crisis in Mid-Air (en) de Walter Grauman : Betsy Culver
- 1979 : Little House Years de Michael Landon : Caroline Ingalls
- 1983 : Cocaine (en) de Paul Wendkos : Barbara Grant
- 1984 : La Petite Maison dans la prairie : Le dernier adieu (Little House: The Last Farewell) de Michael Landon : Caroline Ingalls
- 1985 : Meurtre au crépuscule (Between the Darkness and the Dawn) de Peter Levin : Ellen Foster Holland

#### Séries télévisées
- 1951 : Love of Life (en) : Bonnie Draper
- 1974 : Gunsmoke : Fran Carter
- 1974-1982 : La Petite Maison dans la prairie : Caroline Ingalls
- 1981 : La croisière s'amuse : Paula (saison 5, épisode 4)
- 1983 : Hôtel : Susan Walker
- 1987-1988 : Arabesque : Fay Hewitt / Christine Stoneham

### Scénariste
- 1978 : Battered  de Peter Werner

## Distinctions

### Récompenses
- TP de Oro 1976 : meilleure actrice étrangère dans une série télévisée dramatique pour La Petite Maison dans la prairie

### Nominations
- TP de Oro 1977 : meilleure actrice étrangère dans une série télévisée dramatique pour La Petite Maison dans la prairie
- Photoplay Awards 1979 : meilleure actrice étrangère dans une série télévisée dramatique pour La Petite Maison dans la prairie